# Бобровники-Великі
Бобровники-Великі (пол. Bobrowniki Wielkie) — село в Польщі, у гміні Жабно Тарновського повіту Малопольського воєводства.
Населення — 784 особи (2011).
У 1975-1998 роках село належало до Тарновського воєводства.

## Демографія
Демографічна структура станом на 31 березня 2011 року:
|          | Загалом | Допрацездатний вік | Працездатний вік | Постпрацездатний вік |
| -------- | ------- | ------------------ | ---------------- | -------------------- |
| Чоловіки | 377     | 72                 | 270              | 35                   |
| Жінки    | 407     | 84                 | 242              | 81                   |
| Разом    | 784     | 156                | 512              | 116                  |